# Dicallaneura angustifascia
Dicallaneura angustifascia is een vlindersoort uit de familie van de prachtvlinders (Riodinidae), onderfamilie Nemeobiinae.
Dicallaneura angustifascia werd in 1916 beschreven door Joicey & Noakes.